# Pulaski (Iowa)
Pulaski − miasto w Stanach Zjednoczonych, w stanie Iowa, w hrabstwie Davis. W 2000 liczyło 249 mieszkańców.